# 奇蹟之蘋果
《奇蹟之蘋果》是改編自石川拓治同名書籍，描述了一位農夫為了種植無農藥蘋果的故事。

## 劇情大綱
日本東北部的青森盛產著蘋果，因此蘋果也變了青森的標誌之一。木村秋則是一位居住在青森中津輕郡的農夫，而種植蘋果為生。秋則一心希望當個好農夫，但不久後，他發現妻子美榮子對農藥有過敏。秋則因而開始研究如何種植無農藥的蘋果。

## 演員
- 木村秋則：阿部貞夫（高校生期：森永悠希）
- 木村美榮子：菅野美穗（高校生期：飯村未侑）
- 木村征治：山崎努
- 三上葺子：原田美枝子
- 阿森（もっちゃん）：池內博之
- 三上幸造：伊武雅刀
- 深津：笹野高史
- 木村雛子：畠山紬（幼少期：小西舞優）
- 木村咲：渡邉空美
- 木村菜津子（木村菜ツ子）：小泉颯野

## 工作人員
- 原著：石川拓治
- 導演：中村義洋
- 劇本：吉田智子、中村義洋
- 音樂：久石讓

## 外部連結
- 電影官方網站（页面存档备份，存于）（日語）
- 電影資料[永久]
- 『奇跡のリンゴ』阿部サダヲ＆菅野美穂、農家の苦労を実感…撮影を振り返る！（页面存档备份，存于）